# Gopo 2022
A XVI-a ediție a Premiilor Gopo a avut loc la data de 3 mai 2022. 96 de filme românești, lansate în cinematografe, festivaluri naționale și internaționale sau pe platforme de video on demand în 2021, au intrat în cursa pentru nominalizări. 27 lungmetraje, dintre care 21 de lungmetraje de ficțiune, se regăsesc pe lista propusă pentru nominalizările categoriei „Cel mai bun film”. La categoria de scurtmetraj au fost înscrise 59 de titluri, filme de ficțiune, documentare și povești animate.
Nominalizările la toate categoriile Premiilor Gopo 2022 au fost stabilite de un juriu de preselecție alcătuit din profesioniști din domeniu: criticii de film Iulia Voicu și Ștefan Dobroiu, cronicarul Mihai Brezeanu (LiterNet), regizorii Laurențiu Damian și Ivana Mladenovic, actrița Rodica Lazăr, directorul de imagine Vivi Drăgan Vasile, editorul Roxana Szel, creatoarea de costume Dana Păpăruz, producătoarea și regizoarea Monica Lăzurean Gorgan și producătoarea și organizatorul de festival Miruna Berescu.
După anunțul nominalizărilor, peste 650 de profesioniști activi din toate domeniile industriei de film românești vor fi invitați să voteze pentru desemnarea câștigătorilor trofeelor Gopo 2022, prin intermediul unui mecanism de vot asigurat de prestigioasa firmă de audit și consultanță PwC România, cu care organizatorii Premiilor Gopo au demarat un parteneriat încă din 2011.

## Nominalizări și câștigători
| Cel mai bun film | Cel mai bun regizor |
| --- | --- |
| - Babardeală cu bucluc sau porno balamuc – producător: Ada Solomon - Câmp de maci – producător: Velvet Moraru - Malmkrog – producători: Anca Puiu, Smaranda Puiu - Neidentificat – producători: Florin Șerban, Bogdan George Apetri - Otto barbarul – producători: Iuliana Tarnovețchi, Oana Prata | - Cristi Puiu – Malmkrog - Bogdan George Apetri – Neidentificat - Eugen Jebeleanu – Câmp de maci - Radu Jude – Babardeală cu bucluc sau porno balamuc - Ruxandra Ghițescu – Otto barbarul |
| Cel mai bun actor | Cea mai bună actriță |
| - Bogdan Farcaș – rolul Florin Iespas din Neidentificat - Adrian Titieni – rolul Mircea din Tata mută munții - Conrad Mericoffer – rolul Cristi din Câmp de maci - István Téglás – rolul Luca din Luca - Mircea Andreescu – rolul Emil din După 40 de zile | - Katia Pascariu – rolul Emi din Babardeală cu bucluc sau porno balamuc - Andreea Grămoșteanu – rolul Dora din Complet Necunoscuți - Ioana Bugarin – rolul Mia din Mia își ratează răzbunarea - Marina Palii – rolul Olga din Malmkrog - Nicoleta Hâncu – rolul Clara din Poate mai trăiesc și azi |
| Cel mai bun actor în rol secundar | Cea mai bună actriță în rol secundar |
| - Alexandru Potocean – rolul Mircea din Câmp de maci - Dragoș Dumitru – rolul Bănel din Neidentificat - István Téglás – rolul majordomul din Malmkrog - Iulian Postelnicu – rolul Costin Penea din Otto barbarul - Cuzin Toma – rolul Culai Ifrim din Și atunci, ce e libertatea? | - Ioana Flora – rolul Mirela din Otto barbarul - Ioana Bugarin – rolul Laura din Otto barbarul - Maria Junghiețu – rolul Rodica din Berliner - Maria Popistașu – rolul Anastasia din Mia își ratează răzbunarea - Rodica Mandache – rolul Floarea Plătici din Luca |
| Cel mai bun scenariu | Cea mai bună imagine |
| - Iulian Postelnicu și Bogdan George Apetri – Neidentificat - Cristi Puiu – Malmkrog - Ioana Moraru – Câmp de maci - Radu Jude – Babardeală cu bucluc sau porno balamuc - Ruxandra Ghițescu – Otto barbarul | - Tudor Vladimir Panduru – Malmkrog - Ana Drăghici – Otto barbarul - Cosmin Dumitrache – România Sălbatică - George Dăscălescu – Luca - Marius Panduru – Câmp de maci |
| Cel mai bun montaj | Cel mai bun sunet |
| - Cătălin Cristuțiu – Babardeală cu bucluc sau porno balamuc - Bogdan George Apetri – Neidentificat - Dana Bunescu – Otto barbarul - Dragoș Apetri, Andrei Iancu și Bogdan Zărnoianu – Malmkrog - Mircea Olteanu și Costi Zaharia – Tata mută munții | - Dan Ștefan Rucăreanu, Ioan Filip și Matei Vasilache – România Sălbatică - Christophe Vintrignier, Florin Tăbăcaru și Jean Paul Bernard – Malmkrog - Dana Bunescu, Michel Schillings și Hrvoje Radnic – Babardeală cu bucluc sau porno balamuc - Marius Leftărache, Dragoș Știrbu, Marian Bălan, Victor Miu – Tata mută munții - Mārtiņš Rozentals, Jiří Klenka – Neidentificat |
| Cea mai bună muzică originală | Cele mai bune decoruri |
| - Alexei Țurcan – România Sălbatică - Octavian Albu „Otto“, Cardinal – Otto barbarul - Petre Bog – Tata mută munții - Thierry Malet – Luca - Vasile Șirli – Scara | - Cristina Paula Ana Barbu – Malmkrog - Călin Papură – Și atunci, ce e libertatea? - Cristian Niculescu – Babardeală cu bucluc sau porno balamuc - Simona Pădurețu – Tata mută munții - Sorin Dima – Scara |
| Cele mai bune costume | Cel mai bun machiaj și cea mai bună coafură |
| - Oana Păunescu – Malmkrog - Mălina Ionescu – Otto barbarul - Carmen Moldovan – Luca - Cireșica Cuciuc – Babardeală cu bucluc sau porno balamuc - Nicoleta Cârnu – Și atunci, ce e libertatea? | - Dana Roșeanu, Elena Tudor și Manuela Tudor – Malmkrog - Betty Făcăianu, Nicoleta Petrache, Lidia Ivanov, Camelia Borcan – Și atunci, ce e libertatea? - Bianca Boeroiu și Elena Tudor – Luca - Daniela Busoiu și Alexandra Bârlădeanu – Scara - Gabriela Gociu și Manuela Tudor – Otto barbarul |
| Debut regizoral | Cel mai bun film documentar |
| - Eugen Jebeleanu – Câmp de maci - Tudor Platon – Casa cu păpuși - Octavian Strunilă – Complet Necunoscuți - Ruxandra Ghițescu – Otto barbarul - Dan Dinu – România Sălbatică | - România Sălbatică – producători: Tudor Giurgiu, Matei Truța, Vlad Rădulescu, regia: Dan Dinu - Casa cu păpuși – producători: Carla Fotea, Ada Solomon, Tudor Platon, Alecu Solomon, regia: Tudor Platon - Holy Father – producător: Anda Ionescu, regia: Andrei Dăscălescu - Ieșirea trenurilor din gară – producători: Ada Solomon, Carla Fotea, Radu Jude, regia: Radu Jude, Adrian Cioflâncă - În mijlocul meu, vocea – producători: Cătălin Mitulescu, Andra Hera, regia: Andra Hera - Noi împotriva noastră – producători: Anamaria Antoci, Anda Ionescu, regia: Andra Tarara |
| Cel mai bun scurtmetraj de ficțiune | Cel mai bun scurtmetraj documentar |
| - Prin oraș circulă povești de dragoste – regia: Carina Gabriela Dașoveanu - Eu sunt Dorin – producători: Iulia Andriuță, Florin Șerban, regia: Valeriu Andriuță - Extravaganzia mare, blat subțire, sos iute – producători: Carol Ionescu, Andrei Redinciuc, regia: Andrei Redinciuc - Interfon 15 – producători: Ana Maria Gheorghe, Alexandru Teodorescu, regia: Andrei Epure - Șoarecele B – producători: Anca Puiu, Claudiu Mitcu, regia: Ioachim Stroe - When Night Meets Dawn – producători: Gabriela Suciu Pădurețu, Andreea Cristina Borțun, regia: Andreea Cristina Borțun | - Același vis – producător: Vlad Petri, regia: Vlad Petri - In a family – regia: Teodor Ioniță - Triplex confinium – regia: Maria Bălănean - Tu, ăla cu mustață! – producător: Boeru Alin, regia: Răzvan Oprescu |
| Tânără speranță | Gopo pentru cel mai bun film european |
| - Laurențiu Răducanu – imaginea lungmetrajelor După 40 de zile, Poate mai trăiesc și azi și a scurtmetrajelor When Night Meets Dawn, Interfon 15 - Alex Pintică – regie regia și montajul scurtmetrajului Trecut de ora 8 - Andrei Epure – regia scurtmetrajelor Interfon 15, Poate întunericul mă va acoperi - Marc Titieni – actor Otto barbarul - Miruna Minculescu – regia scurtmetrajului Fragmentări | - Another Round – regia: Thomas Vinterberg (Danemarca) - Adieu les cons – regia: Albert Dupontel (Franța) - Annette – regia: Leos Carax (Franța) - Les traducteurs – regia: Régis Roinsard (Franța) - Portrait de la jeune fille en feu – regia: Céline Sciamma (Franța) |
| Gopo pentru întreaga carieră | Premiul special |
| - Victor Rebengiuc și Mariana Mihuț | - Pompiliu Avram, Mihai Mihăilescu, Constantin Nica |

## Filme cu multiple nominalizări
- Otto barbarul  – 13
- Malmkrog  – 11
- Babardeală cu bucluc sau porno balamuc  – 7
- Neidentificat  – 7
- Câmp de maci  – 7
- Luca  – 7

## Filme cu multiple premii
- Malmkrog  – 5
- Babardeală cu bucluc sau porno balamuc  – 3
- România Sălbatică – 3